# Sushil Kumar
Sushil Kumar (n. 26 mai 1983, Delhi, Teritoriul Capitalei Naționale Delhi⁠(d), India) este un luptător ce a reprezentat India, medaliat olimpic. A participat la 2 ediții ale Jocurilor Olimpice (2008, 2012) în care a câștigat o medalie de argint și o medalie de bronz.